# 2010 w filmie
Ten artykuł należy dopracować:

przedstawiono sytuację tylko z polskiej perspektywy – artykuł powinien być przekrojowy.
Pomóż go poprawić. Na stronie dyskusji mogą znajdywać się pomocne komentarze.
Wydarzenia filmowe w 2010 roku.

2010 w filmie to 122. rok w historii kinematografii światowej.

## Kalendarium
- styczeń
  - 17 stycznia – 67. ceremonia wręczenia Złotych Globów
  - 21–31 stycznia – 26. Sundance Film Festival
  - 23 stycznia – 16. ceremonia wręczenia nagród Gildii Aktorów Filmowych
  - 27–30 stycznia – 17. Ogólnopolski Festiwal Sztuki Filmowej „Prowincjonalia 2010” we Wrześni
  - 27 stycznia – 7 lutego – 39. Międzynarodowy Festiwal Filmowy w Rotterdamie
- luty
  - 11–21 lutego – 60. Międzynarodowy Festiwal Filmowy w Berlinie
  - 14 lutego – 24. ceremonia wręczenia nagród Goya
  - 21 lutego – 63. ceremonia wręczenia nagród BAFTA
  - 27 lutego – 35. ceremonia wręczenia Cezarów
- marzec
  - 1 marca – 12. ceremonia wręczenia nagród Orłów
  - 5 marca – 24. ceremonia wręczenia niezależnych nagród Independent Spirit
  - 6 marca – 30. rozdanie Złotych Malin
  - 7 marca – 82. ceremonia wręczenia Oscarów
  - 12–23 marca – 17. Studenckie Konfrontacje Filmowe
- kwiecień
  - 20–25 kwietnia – 7. Międzynarodowy Festiwal Filmowy „Żydowskie Motywy”
  - 20 kwietnia – 2 maja – 11. Festiwal Filmów Polskich w Los Angeles
  - 21 kwietnia – 2 maja – 9. Tribeca Film Festival w Nowym Jorku
  - 23 kwietnia – 25 kwietnia – 8. Międzynarodowy Festiwal Filmów Dokumentalnych Gdańsk DocFilm Festival
  - 29 kwietnia – 9 maja – Festiwal Hot Docs 2010 w Toronto
- maj
  - 7–16 maja – 7. Festiwal Planete Doc Review w Warszawie
  - 9–16 maja – 24. Tarnowska Nagroda Filmowa
  - 12–23 maja – 63. Międzynarodowy Festiwal Filmowy w Cannes
  - 24–29 maja – 35. Festiwal Polskich Filmów Fabularnych w Gdyni
  - 25–29 maja – 9. edycja Festiwalu Filmu Krótkiego w Warszawie
  - 31 maja – 6 czerwca – 50. Krakowski Festiwal Filmowy
- czerwiec
  - 8–10 czerwca – 29. Forum Wokół Kina w Ustce
  - 20–27 czerwca – 39. Lubuskie Lato Filmowe
  - 26 czerwca – 2 lipca – 8. Międzynarodowy Festiwal Filmowy Tofifest w Toruniu
- lipiec
  - 2–10 lipca – 45. Międzynarodowy Festiwal Filmowy w Karlowych Warach
  - 10–17 lipca – 10. Międzynarodowy Festiwal Filmowy Sopot Film Festival 2010
  - 12–21 lipca – 16. Festiwal Filmowy i Artystyczny „Lato Filmów” w Warszawie
  - 22 lipca – 1 sierpnia – 10. Międzynarodowy Festiwal Filmowy Era Nowe Horyzonty
  - 31 lipca – 8 sierpnia – 4. Festiwal Filmu i Sztuki „Dwa Brzegi” w Kazimierzu Dolnym i Janowcu
- sierpień
  - 4–14 sierpnia – 63. Międzynarodowy Festiwal Filmowy w Locarno
  - 6–15 sierpnia – 37. Ińskie Lato Filmowe
- wrzesień
  - 1–11 września – 67. Międzynarodowy Festiwal Filmowy w Wenecji
  - 9–20 września – 35. Międzynarodowy Festiwal Filmowy w Toronto
  - 14–18 września – 29. Koszaliński Festiwal Debiutów Filmowych „Młodzi i Film”
  - 17–25 września – 58. Międzynarodowy Festiwal Filmowy w San Sebastián
  - 24 września – 10 października – 48. Festiwal Filmowy w Nowym Jorku
- październik
  - 7–15 października – 15. Międzynarodowy Festiwal Filmowy w Pusan
  - 8–17 października – 26. Warszawski Międzynarodowy Festiwal Filmowy
  - 14–24 października – 8. Międzynarodowy Festival Filmowy „DocLisboa” w Lizbonie
  - 15–25 października – 22. Międzynarodowy Festiwal Filmowy w Tokio
  - 20–24 października – 1. edycja American Film Festival
  - 26 października – 1 listopada – 4. Festiwal Filmowy Pięć Smaków w Warszawie
- listopad
  - 4–14 listopada – 4. Festiwal Filmów Rosyjskich „Sputnik nad Polską”
  - 5–21 listopada – 22. Festiwal Filmu Polskiego w Ameryce
  - 8 listopada – Nagroda im. Zbyszka Cybulskiego 2010
  - 27 listopada – 4 grudnia, Bydgoszcz – 18. Międzynarodowy Festiwal Sztuki Autorów Zdjęć Filmowych Camerimage
  - 29 listopada – 20. ceremonia wręczenia nagród Gotham Independent Film Awards
- grudzień
  - 4 grudnia – 23. ceremonia wręczenia Europejskich Nagród Filmowych
  - 5 grudnia – 13. ceremonia wręczenia Brytyjskich Niezależnych Nagród Filmowych
  - 7–9 grudnia – 30. Forum Wokół Kina w Zamościu
  - 19 grudnia – 15. ceremonia wręczenia nagród Satelitów

## Nagrody filmowe

### Złote Globy
67. ceremonia wręczenia Złotych Globów odbyła się 17 stycznia 2010 roku.
- Pełna lista nagrodzonych

| Najlepszy film dramatycznyAvatar Najlepszy reżyserJames Cameron za film Avatar | Najlepsza aktorka w filmie dramatycznymSandra Bullock za rolę w filmie Wielki Mike Najlepszy aktor w filmie dramatycznymJeff Bridges za rolę w filmie Szalone serce |

### Nagroda Gildii Aktorów Filmowych
16. ceremonia wręczenia nagród Gildii Aktorów Filmowych odbyła się 23 stycznia 2010 roku.
- Pełna lista nagrodzonych

| Najlepsza aktorkaSandra Bullock za rolę w filmie Wielki Mike Najlepszy aktorJeff Bridges za rolę w filmie Szalone serce | Najlepsza aktorka w serialu dramatycznymJulianna Margulies za rolę w serialu Żona idealna Najlepszy aktor w serialu dramatycznymMichael C. Hall za rolę w serialu Dexter |

### Goya
24. ceremonia wręczenia Hiszpańskich Nagród Filmowych – Goya odbyła się 14 lutego 2010 roku.
- Pełna lista nagrodzonych

| Najlepszy filmCela 211 Najlepszy reżyserDaniel Monzón za film Cela 211 | Najlepsza aktorkaLola Dueñas za rolę w filmie Ja, też! Najlepszy aktorLuis Tosar za rolę w filmie Cela 211 |

### Złoty Niedźwiedź
60. Międzynarodowy Festiwal Filmowy w Berlinie odbył się w dniach 11–21 lutego 2010 roku.
- Pełna lista nagrodzonych

| Złoty NiedźwiedźSemih Kaplanoğlu za film Miód Najlepszy reżyserRoman Polański za film Autor widmo | Najlepsza aktorkaShinobu Terajima za rolę w filmie Gąsienica Najlepszy aktorGrigorij Dobrygin i Siergiej Puskepalis za role w filmie Jak spędziłem koniec lata |

### BAFTA
63. ceremonia wręczenia nagród Brytyjskiej Akademii Sztuk Filmowych i Telewizyjnych odbyła się 21 lutego 2010 roku.
- Pełna lista nagrodzonych

| Najlepszy filmThe Hurt Locker. W pułapce wojny Najlepszy reżyserKathryn Bigelow za film The Hurt Locker. W pułapce wojny | Najlepsza aktorkaCarey Mulligan za rolę w filmie Była sobie dziewczyna Najlepszy aktor: Colin Firth za rolę w filmie Samotny mężczyzna |

### Cezary
35. ceremonia wręczenia Francuskich Nagród Filmowych – Cezarów odbyła się 27 lutego 2010 roku.
- Pełna lista nagrodzonych

| Najlepszy filmProrok Najlepszy reżyserJacques Audiard za film Prorok | Najlepsza aktorkaIsabelle Adjani za rolę w filmie Pokolenie nienawiści Najlepszy aktorTahar Rahim za rolę w filmie Prorok |

### Orły
12. ceremonia wręczenia Polskich Nagród Filmowych – Orłów odbyła się 1 marca 2010 roku.
- Pełna lista nagrodzonych

| Najlepszy filmRewers Najlepszy reżyserWojciech Smarzowski za film Dom zły | Najlepsza aktorkaAgata Buzek za rolę w filmie Rewers Najlepszy aktorBorys Szyc za rolę w filmie Wojna polsko-ruska |

### Independent Spirit Awards
24. ceremonia wręczenia nagród Independent Spirit Awards odbyła się 5 marca 2010 roku.
- Pełna lista nagrodzonych

| Najlepszy film: Hej, skarbie Najlepszy reżyser: Lee Daniels za film Hej, skarbie | Najlepsza aktorka: Gabourey Sidibe za rolę w filmie Hej, skarbie Najlepszy aktor: Jeff Bridges za rolę w filmie Szalone serce |

### Złote Maliny
30. rozdanie Złotych Malin odbyło się 6 marca 2010 roku.
- Pełna lista nagrodzonych

| Najgorszy filmTransformers: Zemsta upadłych Najgorszy reżyserMichael Bay za film Transformers: Zemsta upadłych | Najgorsza aktorkaSandra Bullock za rolę filmie Wszystko o Stevenie Najgorszy aktorJonas Brothers za rolę filmie Jonas Brothers: Koncert 3D |

### Oscary
82. ceremonia wręczenia Oscarów odbyła się 7 marca 2010 roku.
- Pełna lista nagrodzonych

| Najlepszy filmThe Hurt Locker. W pułapce wojny Najlepszy reżyserKathryn Bigelow za film The Hurt Locker. W pułapce wojny | Najlepsza aktorkaSandra Bullock za rolę w filmie Wielki Mike Najlepszy aktorJeff Bridges za rolę w filmie Szalone serce |

### Złota Palma
63. Festiwal Filmowy w Cannes odbył się w dniach 12–23 maja 2010 roku.
- Pełna lista nagrodzonych

| Najlepszy filmWujek Boonmee, który potrafi przywołać swoje poprzednie wcielenia Najlepszy reżyserMathieu Amalric za film Tournée | Najlepsza aktorkaJuliette Binoche za rolę w filmie Zapiski z Toskanii Najlepszy aktorJavier Bardem za rolę w filmie Biutiful Elio Germano za rolę w filmie La nostra vita |

### Złote Lwy
35. Festiwal Polskich Filmów Fabularnych w Gdyni odbył się w dniach 24–29 maja 2010 roku.
- Pełna lista nagrodzonych

| Złote LwyRóżyczka Najlepszy reżyserFeliks Falk za film Joanna | Najlepsza aktorkaMagdalena Boczarska za rolę w filmie Różyczka Najlepszy aktorTomasz Schuchardt oraz Wojciech Zieliński za role w filmie Chrzest |

### Złoty Lew
67. Festiwal Filmowy w Wenecji odbył się w dniach 1–11 września 2010 roku.
- Pełna lista nagrodzonych

| Najlepszy filmSomewhere. Między miejscami Najlepszy reżyserÁlex de la Iglesia za film Hiszpański cyrk | Najlepsza aktorkaAriane Labed za rolę w filmie Attenberg Najlepszy aktorVincent Gallo za rolę w filmie Essential Killing |

### Europejska Nagroda Filmowa
23. ceremonia wręczenia Europejskich Nagród Filmowych odbyła się 4 grudnia 2010 roku.
- Pełna lista nagrodzonych

| Najlepszy europejski filmAutor widmo Najlepszy europejski reżyserRoman Polański za film Autor widmo | Najlepsza europejska aktorkaSylvie Testud za rolę w filmie Lourdes Najlepszy europejski aktorEwan McGregor za rolę w filmie Autor widmo |

### Satelita
15. ceremonia wręczenia nagród Satelitów odbyła się 19 grudnia 2010 roku.
- Pełna lista nagrodzonych

| Najlepszy film dramatycznyThe Social Network Najlepszy reżyserDavid Fincher za film The Social Network | Najlepsza aktorka w filmie dramatycznymNoomi Rapace za rolę w filmie Millennium: Mężczyźni, którzy nienawidzą kobiet Najlepszy aktor w filmie dramatycznymColin Firth za rolę w filmie Jak zostać królem |

### Złota, Srebrna i Brązowa Żaba (Camerimage)
18. Międzynarodowy Festiwal Sztuki Autorów Zdjęć Filmowych Camerimage, 27 listopada – 4 grudnia, Bydgoszcz.
- Złota Żaba: Artur Reinhart za zdjęcia do filmu Wenecja
- Srebrna Żaba: Michaił Kriczman za zdjęcia do filmu Milczące dusze (Owsianki)
- Brązowa Żaba: Eduard Grau za zdjęcia do filmu Pogrzebany

## Premiery kinowe w Polsce

### filmy polskie
| Data            | Tytuł filmu                                      | Kraj   | Reżyseria                                              | Obsada                                                           |
| --------------- | ------------------------------------------------ | ------ | ------------------------------------------------------ | ---------------------------------------------------------------- |
| 8 stycznia      | Ciacho                                           | Polska | Patryk Vega                                            | Paweł Małaszyński, Marta Żmuda Trzebiatowska, Danuta Stenka      |
| 15 stycznia     | Wszystko, co kocham                              | Polska | Jacek Borcuch                                          | Mateusz Kościukiewicz, Olga Frycz, Jakub Gierszał                |
| 29 stycznia     | Moja krew                                        | Polska | Marcin Wrona                                           | Eryk Lubos, Lưu Đê Ly, Joanna Pokojska, Wojciech Zieliński       |
| 5 lutego        | Randka w ciemno                                  | Polska | Wojciech Wójcik                                        | Katarzyna Maciąg, Borys Szyc, Anna Dereszowska, Lesław Żurek     |
| 12 lutego       | Kołysanka                                        | Polska | Juliusz Machulski                                      | Robert Więckiewicz, Małgorzata Buczkowska, Janusz Chabior        |
| 26 lutego       | Las                                              | Polska | Piotr Dumała                                           | Stanisław Brudny, Mariusz Bonaszewski                            |
| 12 marca        | Beats of Freedom – Zew wolności                  | Polska | Leszek Gnoiński Wojciech Słota                         | –                                                                |
| 12 marca        | Różyczka                                         | Polska | Jan Kidawa-Błoński                                     | Andrzej Seweryn, Magdalena Boczarska, Robert Więckiewicz         |
| 12 marca        | Trick                                            | Polska | Jan Hryniak                                            | Piotr Adamczyk, Andrzej Chyra, Robert Więckiewicz                |
| 26 marca        | Mistyfikacja                                     | Polska | Jacek Koprowicz                                        | Jerzy Stuhr, Maciej Stuhr, Ewa Błaszczyk, Karolina Gruszka       |
| 23 kwietnia     | Hel                                              | /      | Kinga Dębska                                           | Paweł Królikowski, Anna Geislerová, Lesław Żurek, Anna Gornostaj |
| 30 kwietnia     | Handlarz cudów                                   | /      | Bolesław Pawica Jarosław Szoda                         | Borys Szyc, Sonia Mietielica, Joanna Szczepkowska                |
| 7 maja          | Bad Boys. Cela 425                               | /      | Janusz Mrozowski                                       | –                                                                |
| 7 maja          | Droga do raju                                    | Polska | Gerwazy Reguła                                         | Ilona Ostrowska, Przemysław Sadowski, Aleksandra Woźniak         |
| 7 maja          | Fenomen                                          | Polska | Tadeusz Paradowicz                                     | Ewa Hornich, Monika Dryl, Anna Oberc, Rafał Cieszyński           |
| 7 maja          | Filiżanka                                        | Polska | Grzegorz Artman, Armand Urbaniak, Agnieszka Bojanowska | Grzegorz Artman, Joanna Kasperek                                 |
| 28 maja         | Piksele                                          | Polska | Jacek Lusiński                                         | Anna Cieślak, Olga Bołądź, Adam Ferency, Mateusz Damięcki        |
| 4 czerwca       | Benek                                            | /      | Robert Gliński                                         | Marcin Tyrol, Mirosława Żak, Magdalena Popławska, Zbigniew Stryj |
| 11 czerwca      | Wenecja                                          | Polska | Jan Jakub Kolski                                       | Magdalena Cielecka, Agnieszka Grochowska, Marcin Walewski        |
| 7 sierpnia      | Projekt dziecko, czyli ojciec potrzebny od zaraz | Polska | Adam Dobrzycki                                         | Zbigniew Zamachowski, Dominika Ostałowska, Tomasz Karolak        |
| 27 sierpnia     | Święty interes                                   | Polska | Maciej Wojtyszko                                       | Piotr Adamczyk, Adam Woronowicz, Patricia Kazadi                 |
| 3 września      | Dzieci Wehrmachtu                                | Polska | Mariusz Malinowski                                     | –                                                                |
| 10 września     | Milczenie jest złotem                            | Polska | Ewa Pytka                                              | Aneta Todorczuk-Perchuć, Jan Wieczorkowski, Edyta Olszówka       |
| 10 września     | Zgorszenie publiczne                             | Polska | Maciej Prykowski                                       | Krzysztof Czeczot, Marian Dziędziel, Dorota Pomykała             |
| 17 września     | Huśtawka                                         | Polska | Tomasz Lewkowicz                                       | Wojciech Zieliński, Joanna Orleańska, Karolina Gorczyca          |
| 17 września     | Jestem twój                                      | Polska | Mariusz Grzegorzek                                     | Małgorzata Buczkowska, Mariusz Ostrowski, Dorota Kolak           |
| 17 września     | Matka Teresa od kotów                            | Polska | Paweł Sala                                             | Ewa Skibińska, Mateusz Kościukiewicz, Filip Garbacz              |
| 8 października  | Śluby panieńskie                                 | Polska | Filip Bajon                                            | Maciej Stuhr, Borys Szyc, Marta Żmuda-Trzebiatowska              |
| 8 października  | Wichry Kołymy                                    | /      | Marleen Gorris                                         | Emily Watson, Ulrich Tukur, Ian Hart, Benjamin Sadler            |
| 22 października | Chrzest                                          | Polska | Marcin Wrona                                           | Tomasz Schuchardt, Wojciech Zieliński, Natalia Rybicka           |
| 22 października | Essential Killing                                | /      | Jerzy Skolimowski                                      | Vincent Gallo, Emmanuelle Seigner, Nicolai Cleve Broch           |
| 5 listopada     | Skrzydlate świnie                                | Polska | Anna Kazejak                                           | Paweł Małaszyński, Piotr Rogucki, Olga Bołądź, Cezary Pazura     |
| 10 listopada    | Śniadanie do łóżka                               | Polska | Krzysztof Lang                                         | Piotr Adamczyk, Tomasz Karolak, Izabela Kuna, Małgorzata Socha   |
| 19 listopada    | Na północ od Kalabrii                            | Polska | Marcin Sauter                                          | Hanna Kochańska, Edyta Duda-Olechowska, Leszek Bączek            |
| 19 listopada    | Prosta historia o miłości                        | Polska | Arkadiusz Jakubik                                      | Magdalena Popławska, Rafał Maćkowiak, Jacek Lenartowicz          |
| 26 listopada    | Joanna                                           | Polska | Feliks Falk                                            | Urszula Grabowska, Stanisława Celińska, Kinga Preis              |
| 10 grudnia      | Czarny                                           | Polska | Dominik Matwiejczyk                                    | Michał Żurawski, Maria Niklińska, Mateusz Damięcki               |
| 25 grudnia      | Zwerbowana miłość                                | Polska | Tadeusz Król (reżyser)                                 | Joanna Orleańska, Robert Więckiewicz, Krzysztof Stroiński        |

### filmy zagraniczne

#### styczeń
| Data        | Tytuł filmu              | Kraj              | Reżyseria                     | Obsada                                                                   |
| ----------- | ------------------------ | ----------------- | ----------------------------- | ------------------------------------------------------------------------ |
| 1 stycznia  | Artur i zemsta Maltazara | Francja           | Luc Besson                    | Dubbing: Kajetan Lewandowski, Barbara Kałużna, Daniel Olbrychski         |
| 1 stycznia  | Gorzkie mleko            | /                 | Claudia Llosa                 | Magaly Solier, Susi Sánchez, Efraín Solís, Marino Ballón, Antolín Prieto |
| 1 stycznia  | Raj dla par              | Stany Zjednoczone | Peter Billingsley             | Vince Vaughn, Jason Bateman, Jon Favreau, Malin Åkerman                  |
| 1 stycznia  | Wrota do piekieł         | Stany Zjednoczone | Sam Raimi                     | Alison Lohman, Justin Long, Lorna Raver, Dileep Rao, David Paymer        |
| 8 stycznia  | Daybreakers. Świt        | /                 | Michael Spierig Peter Spierig | Ethan Hawke, Willem Dafoe, Isabel Lucas, Sam Neill, Claudia Karvan       |
| 8 stycznia  | Głód                     | /                 | Steve McQueen                 | Michael Fassbender, Stuart Graham, Helena Bereen, Billy Clarke           |
| 8 stycznia  | Parnassus                | /                 | Terry Gilliam                 | Heath Ledger, Christopher Plummer, Jude Law, Johnny Depp, Lily Cole      |
| 8 stycznia  | Wszyscy mają się dobrze  | /                 | Kirk Jones                    | Robert De Niro, Drew Barrymore, Kate Beckinsale, Sam Rockwell            |
| 15 stycznia | Będzie głośno            | Stany Zjednoczone | Davis Guggenheim              | Jimmy Page, Jack White, The Edge                                         |
| 15 stycznia | Harry Brown              | Wielka Brytania   | Daniel Barber                 | Michael Caine, Emily Mortimer, Liam Cunningham, Radosław Kaim            |
| 15 stycznia | Księżniczka i żaba       | Stany Zjednoczone | Ron Clements John Musker      | Dubbing: Karolina Trębacz, Marcin Mroziński, Stanisława Celińska         |
| 15 stycznia | Sherlock Holmes          | Stany Zjednoczone | Guy Ritchie                   | Robert Downey Jr., Jude Law, Rachel McAdams, Mark Strong                 |
| 22 stycznia | Alvin i wiewiórki 2      | Stany Zjednoczone | Betty Thomas                  | Dubbing: Grzegorz Drojewski, Artur Pontek, Tomasz Steciuk                |
| 22 stycznia | Co wiesz o Elly?         |                   | Asghar Farhadi                | Golshifteh Farahani, Taraneh Alidousti, Shahab Hosseini, Merila Zarei    |
| 22 stycznia | Dziewięć                 | Stany Zjednoczone | Rob Marshall                  | Daniel Day-Lewis, Penélope Cruz, Marion Cotillard, Nicole Kidman         |
| 22 stycznia | Pożegnania               | Japonia           | Yōjirō Takita                 | Masahiro Motoki, Ryōko Hirosue, Tsutomu Yamazaki, Kazuko Yoshiyuki       |
| 22 stycznia | Stare wygi               | Stany Zjednoczone | Walt Becker                   | John Travolta, Robin Williams, Ann Margret, Sab Shimono, Seth Green      |
| 29 stycznia | Absolwentka              | Stany Zjednoczone | Vicky Jenson                  | Alexis Bledel, Zach Gilford, Michael Keaton, Carol Burnett               |
| 29 stycznia | Księga ocalenia          | Stany Zjednoczone | Albert Hughes, Allen Hughes   | Denzel Washington, Mila Kunis, Gary Oldman, Ray Stevenson                |
| 29 stycznia | Lourdes                  | /                 | Jessica Hausner               | Gilette Barbier, Gerhard Liebmann, Lea Seydoux, Sylvie Testud            |
| 29 stycznia | The Limits of Control    | Stany Zjednoczone | Jim Jarmusch                  | Isaach De Bankolé, Tilda Swinton, Bill Murray, John Hurt                 |
| 29 stycznia | Planeta 51               | /                 | Jorge Blanco                  | Dubbing: Maciej Stuhr, Piotr Adamczyk, Magdalena Różczka                 |
| 29 stycznia | Pół żartem, pół serio    | Stany Zjednoczone | Billy Wilder                  | Marilyn Monroe, Tony Curtis, Jack Lemmon, George Raft                    |

#### luty
| Data      | Tytuł filmu                                          | Kraj              | Reżyseria                           | Obsada                                                                      |
| --------- | ---------------------------------------------------- | ----------------- | ----------------------------------- | --------------------------------------------------------------------------- |
| 5 lutego  | Adam                                                 | Stany Zjednoczone | Max Mayer                           | Hugh Dancy, Rose Byrne, Peter Gallagher, Amy Irving, Frankie Faison         |
| 5 lutego  | Astro Boy                                            | Stany Zjednoczone | David Bowers                        | Dubbing: Krzysztof Banaszyk, Piotr Gąsowski, Kajetan Lewandowski            |
| 5 lutego  | Fish Tank                                            | Wielka Brytania   | Andrea Arnold                       | Katie Jarvis, Rebecca Griffiths, Carrie-Ann Savill, Toyin Ogidi             |
| 5 lutego  | Oświadczyny po irlandzku                             | /                 | Anand Tucker                        | Amy Adams, Matthew Goode, Adam Scott, John Lithgow, Noel O’Donovan          |
| 5 lutego  | Tlen                                                 | Rosja             | Iwan Wyrypajew                      | Karolina Gruszka, Aleksei Filimonov, Varvara Voetskova                      |
| 5 lutego  | Toy Story                                            | Stany Zjednoczone | John Lasseter                       | Dubbing: Tom Hanks, Tim Allen, Don Rickles, Jim Varney, Wallace Shawn       |
| 10 lutego | Tajemnice piramid                                    | Francja           | Patrice Pooyard                     | Brian Cox                                                                   |
| 12 lutego | Amelia Earhart                                       | /                 | Mira Nair                           | Hilary Swank, Richard Gere, Ewan McGregor, Christopher Eccleston            |
| 12 lutego | To skomplikowane                                     | Stany Zjednoczone | Nancy Meyers                        | Meryl Streep, Steve Martin, Alec Baldwin, John Krasinski                    |
| 12 lutego | Walentynki                                           | Stany Zjednoczone | Garry Marshall                      | Jessica Alba, Kathy Bates, Jessica Biel, Bradley Cooper, Julia Roberts      |
| 12 lutego | Wciąż ją kocham                                      | Stany Zjednoczone | Lasse Hallström                     | Channing Tatum, Amanda Seyfried, Richard Jenkins, Henry Thomas              |
| 19 lutego | Autor widmo                                          | /                 | Roman Polański                      | Ewan McGregor, Pierce Brosnan, Kim Cattrall, James Belushi, Olivia Williams |
| 19 lutego | Percy Jackson i bogowie olimpijscy: Złodziej pioruna | /                 | Chris Columbus                      | Logan Lerman, Brandon T. Jackson, Alexandra Daddario, Sean Bean             |
| 19 lutego | Pozdrowienia z Paryża                                | Francja           | Pierre Morel                        | John Travolta, Jonathan Rhys Meyers, Kasia Smutniak, Richard Durden         |
| 19 lutego | Uwikłani                                             | /                 | Tom Kalin                           | Julianne Moore, Stephen Dillane, Anne Reid, Martin Huber, Minnie Marx       |
| 26 lutego | Kocham kino                                          | Francja           | David Cronenberg, Atom Egoyan i in. | –                                                                           |
| 26 lutego | Niezasłane łóżka                                     | Wielka Brytania   | Alexis Dos Santos                   | Fernando Tielve, Deborah Francois, Iddo Goldberg, Richard Lintern           |
| 26 lutego | Odbicie zła                                          | /                 | Sean Ellis                          | Lena Headey, Richard Jenkins, Asier Newman, Melvil Poupaud                  |
| 26 lutego | W chmurach                                           | Stany Zjednoczone | Jason Reitman                       | George Clooney, Vera Farmiga, Anna Kendrick, Jason Bateman                  |
| 26 lutego | Wilkołak                                             | Stany Zjednoczone | Joe Johnston                        | Hugo Weaving, Benicio del Toro, Anthony Hopkins, Emily Blunt                |
| 26 lutego | Zabriskie Point                                      | Stany Zjednoczone | Michelangelo Antonioni              | Mark Frechette, Daria Halprin, Paul Fix, G.D. Spradlin, Bill Garaway        |

#### marzec
| Data     | Tytuł filmu               | Kraj              | Reżyseria          | Obsada                                                                   |
| -------- | ------------------------- | ----------------- | ------------------ | ------------------------------------------------------------------------ |
| 5 marca  | Alicja w Krainie Czarów   | Stany Zjednoczone | Tim Burton         | Dubbing: Marta Wierzbicka, Cezary Pazura, Katarzyna Figura               |
| 5 marca  | Liban                     | /                 | Szemu’el Ma’oz     | Rejmond Amsalem, Aszraf Barhum, Oszri Kohen, Jo’aw Donat                 |
| 5 marca  | Opętani                   | /                 | Breck Eisner       | Timothy Olyphant, Radha Mitchell, Joe Anderson, Danielle Panabaker       |
| 5 marca  | Słyszeliście o Morganach? | Stany Zjednoczone | Marc Lawrence      | Hugh Grant, Sarah Jessica Parker, Natalia Klimas, Vincenzo Amato         |
| 12 marca | Agora                     | Hiszpania         | Alejandro Amenábar | Rachel Weisz, Max Minghella, Oscar Isaac, Michael Lonsdale               |
| 12 marca | Nasza niania jest agentem | Stany Zjednoczone | Brian Levant       | Jackie Chan, Amber Valletta, Madeline Carroll, Will Shadley, Alina Foley |
| 12 marca | Nostalgia anioła          | /                 | Peter Jackson      | Saoirse Ronan, Mark Wahlberg, Rachel Weisz, Stanley Tucci                |
| 19 marca | Bonnie i Clyde            | Stany Zjednoczone | Arthur Penn        | Warren Beatty, Faye Dunaway, Estelle Parsons, Gene Hackman               |
| 19 marca | Była sobie dziewczyna     | Wielka Brytania   | Lone Scherfig      | Carey Mulligan, Olivia Williams, Alfred Molina, Peter Sarsgaard          |
| 19 marca | Legion                    | Stany Zjednoczone | Scott Stewart      | Paul Bettany, Lucas Black, Tyrese Gibson, Charles S. Dutton              |
| 19 marca | Plaże Agnes               | Francja           | Agnès Varda        | –                                                                        |
| 19 marca | The Box. Pułapka          | Stany Zjednoczone | Richard Kelly      | Cameron Diaz, Frank Langella, James Rebhorn, Deborah Rush                |
| 19 marca | Twój na zawsze            | Stany Zjednoczone | Allen Coulter      | Robert Pattinson, Emilie de Ravin, Pierce Brosnan, Chris Cooper          |
| 26 marca | Kwiat pustyni             | /                 | Sherry Horman      | Liya Kebede, Sally Hawkins, Craig Parkinson, Anthony Mackie              |
| 26 marca | Wszystko o Stevenie       | Stany Zjednoczone | Phil Traill        | Sandra Bullock, Thomas Haden Church, Bradley Cooper, Ken Jeong           |
| 26 marca | Wyspa tajemnic            | Stany Zjednoczone | Martin Scorsese    | Leonardo DiCaprio, Mark Ruffalo, Ben Kingsley, Max von Sydow             |
| 26 marca | Zanim przeklną nas dzieci | Francja           | Jean-Paul Jaud     | –                                                                        |

#### kwiecień
| Data        | Tytuł filmu                   | Kraj              | Reżyseria                      | Obsada                                                              |
| ----------- | ----------------------------- | ----------------- | ------------------------------ | ------------------------------------------------------------------- |
| 9 kwietnia  | Burrowing                     | Szwecja           | Henrik Hellström               | Jörgen Svensson, Sebastian Eklund, Silas Francéen, Bodil Wessberg   |
| 9 kwietnia  | Co nas kręci, co nas podnieca | /                 | Woody Allen                    | Evan Rachel Wood, Larry David, Henry Cavill, Olek Krupa             |
| 9 kwietnia  | Jak wytresować smoka          | Stany Zjednoczone | Peter Hastings                 | Dubbing: Mateusz Narloch, Julia Kamińska, Artur Pontek              |
| 9 kwietnia  | Ja, też!                      | Hiszpania         | Antonio Naharro, Álvaro Pastor | Lola Dueñas, Teresa Arbolí, Joaquín Perles, Pablo Pineda            |
| 9 kwietnia  | Starcie tytanów               | /                 | Louis Leterrier                | Sam Worthington, Gemma Arterton, Alexa Davalos, Ralph Fiennes       |
| 16 kwietnia | Doktryna szoku                | Wielka Brytania   | Michael Winterbottom           | Naomi Klein, Kieran O’Brien, Donald O. Hebb                         |
| 16 kwietnia | Fantastyczny pan Lis          | Stany Zjednoczone | Wes Anderson                   | Meryl Streep, George Clooney, Jason Schwartzman, Willem Dafoe       |
| 16 kwietnia | Kick-Ass                      | /                 | Matthew Vaughn                 | Nicolas Cage, Aaron Johnson, Chloë Moretz, Xander Berkeley          |
| 16 kwietnia | Nic osobistego                | /                 | Urszula Antoniak               | Lotte Verbeek, Stephen Rea, Tom Charlfa, Ann Marie Horman           |
| 23 kwietnia | Dobre serce                   | /                 | Dagur Kári                     | Paul Dano, Brian Cox, Isild Le Besco, Bill Buell                    |
| 23 kwietnia | Dorwać byłą                   | Stany Zjednoczone | Andy Tennant                   | Jennifer Aniston, Gerard Butler, Christine Baranski, Cathy Moriarty |
| 23 kwietnia | Furia                         | /                 | Martin Campbell                | Mel Gibson, Ray Winstone, Denis O’Hare, Danny Huston                |
| 23 kwietnia | Nazywam się Khan              | Indie             | Karan Johar                    | Kajol, Shah Rukh Khan, Arjun Mathur, Len Anderson IV                |
| 23 kwietnia | Ondine                        | /                 | Neil Jordan                    | Alicja Bachleda-Curuś, Colin Farrell, Dervla Kirwan, Stephen Rea    |
| 23 kwietnia | Zakazane owoce                | /                 | Dome Karukoski                 | Marjut Maristo, Amanda Pilke, Malla Malmivaara, Joel Mäkinen        |
| 30 kwietnia | Dubel                         | /                 | Johan Grimonprez               | Ron Burrage, Mark Perry, Delfine Bafort                             |
| 30 kwietnia | 2 młode wina                  | Czechy            | Vlad Lanné                     | Jiří Korn, Tereza Voříšková, Marian Roden, Jiří Krampol             |
| 30 kwietnia | Iron Man 2                    | Stany Zjednoczone | Jon Favreau                    | Robert Downey Jr., Samuel L. Jackson, Mickey Rourke                 |
| 30 kwietnia | Szalone serce                 | Stany Zjednoczone | Scott Cooper                   | Jeff Bridges, Maggie Gyllenhaal, Colin Farrell, Robert Duvall       |

#### maj
| Data    | Tytuł filmu                               | Kraj              | Reżyseria                               | Obsada                                                               |
| ------- | ----------------------------------------- | ----------------- | --------------------------------------- | -------------------------------------------------------------------- |
| 7 maja  | Człowiek, który gapił się na kozy         | /                 | Grant Heslov                            | George Clooney, Ewan McGregor, Jeff Bridges, Kevin Spacey            |
| 7 maja  | Dobra wróżka                              | /                 | Michael Lembeck                         | Dwayne Johnson, Ashley Judd, Stephen Merchant, Julie Andrews         |
| 7 maja  | Ocean przygód 3D                          | Wielka Brytania   | Jean-Jacques Mantello                   | –                                                                    |
| 7 maja  | Toy Story 2                               | Stany Zjednoczone | John Lasseter, Ash Brannon, Lee Unkrich | Dubbing: Robert Czebotar, Łukasz Nowicki, Izabella Bukowska          |
| 7 maja  | Zakochany Nowy Jork                       | /                 | Fatih Akın Yvan Attal i inni            | Natalie Portman, Shia LaBeouf, Bradley Cooper, Hayden Christensen    |
| 14 maja | Dziki ocean 3D                            | Stany Zjednoczone | Luke Cresswell Steve McNicholas         | –                                                                    |
| 14 maja | Jaśniejsza od gwiazd                      | /                 | Jane Campion                            | Abbie Cornish, Ben Whishaw, Paul Schneider, Kerry Fox                |
| 14 maja | Nocna randka                              | Stany Zjednoczone | Shawn Levy                              | Steve Carell, Tina Fey, Mark Wahlberg, Taraji P. Henson              |
| 14 maja | Robin Hood                                | /                 | Ridley Scott                            | Russell Crowe, Cate Blanchett, Max von Sydow, William Hurt           |
| 14 maja | Samotny mężczyzna                         | Stany Zjednoczone | Tom Ford                                | Colin Firth, Julianne Moore, Nicholas Hoult, Matthew Goode           |
| 21 maja | Bracia                                    | Stany Zjednoczone | Jim Sheridan                            | Natalie Portman, Jake Gyllenhaal, Tobey Maguire, Clifton Collins Jr. |
| 21 maja | Disco robaczki                            | /                 | Thomas Borch Nielsen                    | Dubbing: Marcin Hycnar, Barbara Kałużna, Tomasz Karolak              |
| 21 maja | Gainsbourg                                | /                 | Joann Sfar                              | Eric Elmosnino, Lucy Gordon, Laetitia Casta, Doug Jones              |
| 21 maja | I Love You Phillip Morris                 | /                 | Glenn Ficarra John Requa                | Jim Carrey, Ewan McGregor, Leslie Mann, Rodrigo Santoro              |
| 21 maja | Książę Persji: Piaski Czasu               | Stany Zjednoczone | Mike Newell                             | Jake Gyllenhaal, Gemma Arterton, Ben Kingsley, Alfred Molina         |
| 21 maja | Prorok                                    | /                 | Jacques Audiard                         | Tahar Rahim, Niels Arestrup, Adel Bencherif, Hichem Yacoubi          |
| 21 maja | Wideokracja                               | /                 | Erik Gandini                            | –                                                                    |
| 21 maja | Zatoka delfinów                           | Stany Zjednoczone | Louie Psihoyos                          | –                                                                    |
| 28 maja | Czarodziejka Lili, smok i magiczna księga | /                 | Stefan Ruzowitzky                       | Alina Freund, Sami Herzog, Michael Mittermeier, Pilar Bardem         |
| 28 maja | Niania i wielkie bum                      | /                 | Susanna White                           | Emma Thompson, Ralph Fiennes, Ewan McGregor, Maggie Gyllenhaal       |
| 28 maja | Seks w wielkim mieście 2                  | Stany Zjednoczone | Michael Patrick King                    | Sarah Jessica Parker, Kristin Davis, Cynthia Nixon, Kim Cattrall     |

#### czerwiec
| Data       | Tytuł filmu                   | Kraj              | Reżyseria              | Obsada                                                         |
| ---------- | ----------------------------- | ----------------- | ---------------------- | -------------------------------------------------------------- |
| 4 czerwca  | Green Zone                    | /                 | Paul Greengrass        | Matt Damon, Amy Ryan, Greg Kinnear, Brendan Gleeson            |
| 4 czerwca  | Pan i pani Kiler              | Stany Zjednoczone | Robert Luketic         | Ashton Kutcher, Katherine Heigl, Tom Selleck, Catherine O’Hara |
| 11 czerwca | Chinka                        | /                 | Guo Xiaolu             | Huang Lu, Wei Yi Bo, Geoffrey Hutchings, Chris Ryman           |
| 11 czerwca | Drużyna A                     | Stany Zjednoczone | Joe Carnahan           | Bradley Cooper, Liam Neeson, Jessica Biel, Sharlto Copley      |
| 11 czerwca | Listy do Julii                | Stany Zjednoczone | Gary Winick            | Amanda Seyfried, Vanessa Redgrave, Gael García Bernal          |
| 11 czerwca | Metropia                      | /                 | Tarik Saleh            | Vincent Gallo, Juliette Lewis, Udo Kier, Stellan Skarsgård     |
| 11 czerwca | Plan B                        | Stany Zjednoczone | Alan Poul              | Jennifer Lopez, Alex O’Loughlin, Anthony Anderson              |
| 11 czerwca | Poważny człowiek              | /                 | Joel i Ethan Coenowie  | Michael Stuhlbarg, Richard Kind, Fred Melamed, Sari Lennick    |
| 18 czerwca | Amalia. Królowa Fado          | Portugalia        | Carlos Coelho da Silva | Sandra Barata Belo, Carla Chambel, Ricardo Carriço             |
| 18 czerwca | Boso, ale na rowerze          | /                 | Felix Van Groeningen   | Kenneth Vanbaeden, Valentijn Dhaenens, Koen De Graeve          |
| 18 czerwca | Dziewczyna z ekstraklasy      | Stany Zjednoczone | Jim Field Smith        | Jay Baruchel, Alice Eve, Mike Vogel, Lindsay Sloane            |
| 18 czerwca | Istota                        | /                 | Vincenzo Natali        | Adrien Brody, Sarah Polley, Delphine Chanéac, David Hewlett    |
| 18 czerwca | Jutro będzie futro            | Stany Zjednoczone | Steve Pink             | John Cusack, Clark Duke, Craig Robinson, Rob Corddry           |
| 18 czerwca | Toy Story 3                   | Stany Zjednoczone | Lee Unkrich            | Dubbing: Robert Czebotar, Łukasz Nowicki, Izabella Bukowska    |
| 25 czerwca | Butch Cassidy i Sundance Kid  | Stany Zjednoczone | George Roy Hill        | Paul Newman, Robert Redford, Katharine Ross, Jeff Corey        |
| 25 czerwca | Nasze wielkie rodzinne wesele | Stany Zjednoczone | Rick Famuyiwa          | Forest Whitaker, America Ferrera, Carlos Mencia, Regina King   |
| 30 czerwca | Saga „Zmierzch”: Zaćmienie    | Stany Zjednoczone | David Slade            | Kristen Stewart, Robert Pattinson, Taylor Lautner, Billy Burke |

#### lipiec
| Data     | Tytuł filmu                                | Kraj              | Reżyseria                  | Obsada                                                                 |
| -------- | ------------------------------------------ | ----------------- | -------------------------- | ---------------------------------------------------------------------- |
| 2 lipca  | Czwarty stopień                            | Stany Zjednoczone | Olatunde Osunsanmi         | Milla Jovovich, Will Patton, Hakeem Kae-Kazim, Corey Johnson           |
| 2 lipca  | Kobieta na Marsie, mężczyzna na Wenus      | Francja           | Pascale Pouzadoux          | Sophie Marceau, Dany Boon, Juliette Arnaud, Roland Giraud              |
| 2 lipca  | Zagubieni w miłości                        | /                 | Patrice Chéreau            | Charlotte Gainsbourg, Jean-Hugues Anglade, Romain Duris                |
| 2 lipca  | Oczy szeroko otwarte                       | /                 | Haim Tabakman              | Ran Danker, Cachi Grad, Zohar Strauss, Isaac Sharry, Avi Grainik       |
| 9 lipca  | Shrek Forever                              | Stany Zjednoczone | Mike Mitchell              | Dubbing: Zbigniew Zamachowski, Jerzy Stuhr, Agnieszka Kunikowska       |
| 16 lipca | Grubasy                                    | Stany Zjednoczone | Daniel Sánchez Arévalo     | Antonio de la Torre, Roberto Enríquez, Verónica Sánchez, Raúl Arévalo  |
| 16 lipca | Koszmar z ulicy Wiązów                     | Stany Zjednoczone | Samuel Bayer               | Jackie Earle Haley, Kyle Gallner, Rooney Mara, Katie Cassidy           |
| 16 lipca | Predators                                  | Stany Zjednoczone | Nimród Antal               | Adrien Brody, Topher Grace, Alice Braga, Laurence Fishburne            |
| 23 lipca | Dzwoneczek i uczynne wróżki                | Stany Zjednoczone | Bradley Raymond            | Dubbing: Tamara Arciuch, Natalia Rybicka, Katarzyna Glinka             |
| 23 lipca | Śmierć w Wenecji                           | /                 | Luchino Visconti           | Dirk Bogarde, Bjorn Andresen, Nora Ricci, Marisa Berenson              |
| 23 lipca | Wszyscy inni                               | Niemcy            | Maren Ade                  | Birgit Minichmayr, Lars Eidinger, Hans-Jochen Wagner, Nicole Marischka |
| 23 lipca | Wybuchowa para                             | Stany Zjednoczone | James Mangold              | Tom Cruise, Cameron Diaz, Peter Sarsgaard, Jordi Mollà, Viola Davis    |
| 30 lipca | Incepcja                                   | /                 | Christopher Nolan          | Leonardo DiCaprio, Joseph Gordon-Levitt, Marion Cotillard, Ellen Page  |
| 30 lipca | Mine vaganti. O miłości i makaronach       | Włochy            | Ferzan Özpetek             | Nicole Grimaudo, Alessandro Preziosi, Elena Sofia Ricci                |
| 30 lipca | Ryś i spółka, czyli zwierzaki kontratakują | Hiszpania         | Raul Garcia Manuel Sicilia | Dubbing: Marcin Hycnar, Jerzy Kryszak, Julia Kamińska                  |
| 30 lipca | Uczeń czarnoksiężnika                      | Stany Zjednoczone | Jon Turteltaub             | Nicolas Cage, Jay Baruchel, Alfred Molina, Monica Bellucci             |

#### sierpień
| Data        | Tytuł filmu                             | Kraj              | Reżyseria                      | Obsada                                                              |
| ----------- | --------------------------------------- | ----------------- | ------------------------------ | ------------------------------------------------------------------- |
| 6 sierpnia  | Myśliwy                                 | /                 | Rafi Pitts                     | Rafi Pitts, Mitra Hajjar, Hassan Ghalenoi, Malek Jahan Khazai       |
| 6 sierpnia  | Paintball                               | Hiszpania         | Daniel Benmayor                | Brendan Mackey, Jennifer Matter, Patrick Regis, Iaione Perez        |
| 6 sierpnia  | Step Up 3-D                             | Stany Zjednoczone | Jon Chu                        | Rick Malambri, Adam G. Sevani, Sharni Vinson, Alyson Stoner         |
| 13 sierpnia | Duże dzieci                             | Stany Zjednoczone | Dennis Dugan                   | Adam Sandler, Kevin James, Chris Rock, Salma Hayek                  |
| 13 sierpnia | Gentleman Broncos                       | Stany Zjednoczone | Jared Hess                     | Michael Angarano, John S. Baker, Jennifer Coolidge, Jemaine Clement |
| 13 sierpnia | Heartbreaker. Licencja na uwodzenie     | /                 | Pascal Chaumeil                | Romain Duris, Vanessa Paradis, Julie Ferrier, François Damiens      |
| 13 sierpnia | Psy i koty: Odwet Kitty                 | /                 | Brad Peyton                    | Dubbing: Jakub Szydłowski, Anna Dereszowska, Marian Dziędziel       |
| 13 sierpnia | The Doors – historia nieopowiedziana    | Stany Zjednoczone | Tom DiCillo                    | Narrator: Johnny Depp                                               |
| 13 sierpnia | Zejście 2                               | Wielka Brytania   | Jon Harris                     | Shauna MacDonald, Natalie Jackson Mendoza, Krysten Cummings         |
| 13 sierpnia | Zły porucznik                           | Stany Zjednoczone | Werner Herzog                  | Nicolas Cage, Eva Mendes, Val Kilmer, Fairuza Balk, Xzibit          |
| 20 sierpnia | Buddenbrookowie – dzieje upadku rodziny | Niemcy            | Heinrich Breloer               | Armin Mueller-Stahl, Iris Berben, Jessica Schwarz, August Diehl     |
| 20 sierpnia | Inferno – niedokończone piekło          | Francja           | Serge Bromberg Ruxandra Medrea | Romy Schneider, Bérénice Bejo, Serge Reggiani, Jacques Gamblin      |
| 20 sierpnia | Jak ukraść księżyc                      | Stany Zjednoczone | Pierre Coffin Chris Renaud     | Dubbing: Marek Robaczewski, Lena Ignatiew, Ola Zaręba               |
| 20 sierpnia | Niezniszczalni                          | Stany Zjednoczone | Sylvester Stallone             | Sylvester Stallone, Jason Statham, Jet Li, Dolph Lundgren           |
| 20 sierpnia | Tak to się teraz robi                   | Stany Zjednoczone | Josh Gordon Will Speck         | Jason Bateman, Victor Pagan, Jennifer Aniston, Jeff Goldblum        |
| 20 sierpnia | Wyspa zaginionych                       | Hiszpania         | Gabe Ibáñez                    | Elena Anaya, Bea Segura, Mar Sodupe, Andrés Herrera                 |
| 27 sierpnia | Avatar: Wersja specjalna                | Stany Zjednoczone | James Cameron                  | Sam Worthington, Zoe Saldaña, Sigourney Weaver, Stephen Lang        |
| 27 sierpnia | Ja, Don Giovanni                        | /                 | Carlos Saura                   | Lorenzo Balducci, Lino Guanciale, Emilia Verginelli, Tobias Moretti |
| 27 sierpnia | Salt                                    | Stany Zjednoczone | Phillip Noyce                  | Angelina Jolie, Liev Schreiber, Chiwetel Ejiofor, Daniel Olbrychski |

#### wrzesień
| Data        | Tytuł filmu                      | Kraj              | Reżyseria                            | Obsada                                                               |
| ----------- | -------------------------------- | ----------------- | ------------------------------------ | -------------------------------------------------------------------- |
| 1 września  | Kucharze historii                | /                 | Péter Kerekes                        | Wasilij Łogunow, Klawdia Łobanowa                                    |
| 3 września  | Czeski błąd                      | Czechy            | Jan Hřebejk                          | Lenka Vlasáková, Milan Mikulčík, Martin Huba, Daniela Kolářová       |
| 3 września  | Marmaduke                        | Stany Zjednoczone | Tom Dey                              | Owen Wilson, Emma Stone, George Lopez, Steve Coogan                  |
| 3 września  | Moon                             | Wielka Brytania   | Duncan Jones                         | Sam Rockwell, Kevin Spacey, Dominique McElligott, Rosie Shaw         |
| 3 września  | Niewinna                         | /                 | Richard Eyre                         | Laura Linney, Antonio Banderas, Liam Neeson, Romola Garai            |
| 3 września  | Ostatni władca wiatru            | Stany Zjednoczone | M. Night Shyamalan                   | Noah Ringer, Dev Patel, Nicola Peltz, Jackson Rathbone               |
| 3 września  | Tetro                            | /                 | F.F. Coppola                         | Vincent Gallo, Alden Ehrenreich, Maribel Verdú, Silvia Pérez         |
| 10 września | Bazyl. Człowiek z kulą w głowie  | Francja           | Jean-Pierre Jeunet                   | Dany Boon, André Dussollier, Nicolas Marié, Jean-Pierre Marielle     |
| 10 września | Jej droga                        | /                 | Jasmila Žbanić                       | Zrinka Cvitešić, Leon Lučev, Ermin Bravo, Mirjana Karanović          |
| 10 września | Resident Evil: Afterlife         | /                 | Paul W.S. Anderson                   | Milla Jovovich, Ali Larter, Kim Coates, Wentworth Miller             |
| 10 września | Stosunki międzymiastowe          | Stany Zjednoczone | Nanette Burstein                     | Drew Barrymore, Justin Long, Charlie Day, Jason Sudeikis             |
| 17 września | Biała i Strzała podbijają kosmos | Rosja             | Inna Jewlannikowa Swiatosław Uszakow | Dubbing: Małgorzata Kożuchowska, Agnieszka Dygant, Tomasz Lis        |
| 17 września | Hubble                           | Kanada            | Toni Myers                           | Narrator: Leonardo DiCaprio                                          |
| 17 września | Nie oglądaj się                  | /                 | Marina de Van                        | Sophie Marceau, Monica Bellucci, Andrea Di Stefano, Thierry Neuvic   |
| 17 września | Obywatel Kane                    | Stany Zjednoczone | Orson Welles                         | Orson Welles, Joseph Cotten, Dorothy Comingore, Agnes Moorehead      |
| 24 września | Jestem miłością                  | Włochy            | Luca Guadagnino                      | Tilda Swinton, Flavio Parenti, Edoardo Gabbriellini, Alba Rohrwacher |
| 24 września | Karate Kid                       | /                 | Harald Zwart                         | Jaden Smith, Jackie Chan, Taraji P. Henson, Han Wenwen               |
| 24 września | Kochałem ją                      | /                 | Zabou Breitman                       | Daniel Auteuil, Marie-Josée Croze, Florence Loiret Caille            |
| 24 września | StreetDance 3D                   | Wielka Brytania   | Max Giwa Dania Pasquini              | Charlotte Rampling, Rachel McDowall, Nichola Burley, Richard Winsor  |
| 24 września | Wall Street: Pieniądz nie śpi    | Stany Zjednoczone | Oliver Stone                         | Michael Douglas, Shia LaBeouf, Josh Brolin, Carey Mulligan           |

#### październik
| Data            | Tytuł filmu                                   | Kraj              | Reżyseria                     | Obsada                                                       |
| --------------- | --------------------------------------------- | ----------------- | ----------------------------- | ------------------------------------------------------------ |
| 1 października  | Dorian Gray                                   | Wielka Brytania   | Oliver Parker                 | Ben Barnes, Ben Chaplin, Rebecca Hall, Colin Firth           |
| 1 października  | Jedz, módl się, kochaj                        | Stany Zjednoczone | Ryan Murphy                   | Julia Roberts, James Franco, Javier Bardem, Billy Crudup     |
| 1 października  | Miloš Forman: Co cię nie zabije               | Czechy            | Miloš Šmídmajer               | Bohater filmu: Miloš Forman                                  |
| 1 października  | Żółwik Sammy                                  | Belgia            | Ben Stassen                   | Dubbing: Izabella Miko, Grzegorz Drojewski, Adam Ferency     |
| 5 października  | Soldaten                                      | Norwegia          | Erik Solberg                  | Daniel Stisen                                                |
| 8 października  | Boy                                           | Nowa Zelandia     | Taika Waititi                 | Te Aho Aho Eketone-Whitu, Ei Kura Albert, Maakariini Butler  |
| 8 października  | Nić                                           | /                 | Mehdi Ben Attia               | Claudia Cardinale, Antonin Stahly, Salim Kéchiouche          |
| 8 października  | Pirania 3D                                    | Stany Zjednoczone | Alexandre Aja                 | Richard Dreyfuss, Ving Rhames, Elisabeth Shue                |
| 8 października  | Wyśnione miłości                              | Kanada            | Xavier Dolan                  | Xavier Dolan, Niels Schneider, Monia Chokri, Anne Dorval     |
| 14 października | Legendy sowiego królestwa. Strażnicy Ga’Hoole | /                 | Zack Snyder                   | Dubbing: Kamil Dominiak, Marta Dylewska, Andrzej Blumenfeld  |
| 15 października | Mary i Max                                    | Australia         | Adam Elliot                   | Dubbing: Toni Collette, Philip Seymour Hoffman, Eric Bana    |
| 15 października | Pianomania                                    | /                 | Robert Cibis Lilian Franck    | Stephan Knüpfer, Pierre-Laurent Aimard, Till Fellner         |
| 15 października | Red                                           | Stany Zjednoczone | Robert Schwentke              | Bruce Willis, Morgan Freeman, Helen Mirren, John Malkovich   |
| 15 października | The Social Network                            | Stany Zjednoczone | David Fincher                 | Jesse Eisenberg, Andrew Garfield, Justin Timberlake          |
| 22 października | Aż po grób                                    | Stany Zjednoczone | Aaron Schneider               | Robert Duvall, Bill Murray, Sissy Spacek, Lucas Black        |
| 22 października | Paranormal Activity 2                         | Stany Zjednoczone | Tod Williams                  | David Bierend, Brian Boland, Katie Featherston               |
| 22 października | Pozwól mi wejść                               | /                 | Matt Reeves                   | Kodi Smit-McPhee, Chloë Moretz, Richard Jenkins, Cara Buono  |
| 22 października | Sekret jej oczu                               | /                 | Juan José Campanella          | Soledad Villamil, Ricardo Darín, Carla Quevedo, Pablo Rago   |
| 22 października | Śmietnisko                                    | /                 | Lucy Walker                   | Vik Muniz                                                    |
| 22 października | Zemsta futrzaków                              | /                 | Roger Kumble                  | Brendan Fraser, Ricky Garcia, Eugene Cordero, Patrice O’Neal |
| 22 października | Zwycięzca                                     | /                 | Marco Bellocchio              | Giovanna Mezzogiorno, Filippo Timi, Corrado Invernizzi       |
| 29 października | Charlie St. Cloud                             | /                 | Burr Steers                   | Zac Efron, Charlie Tahan, Amanda Crew, Kim Basinger          |
| 29 października | Piła 3D                                       | /                 | Kevin Greutert                | Tobin Bell, Costas Mandylor, Betsy Russell, Dean Armstrong   |
| 29 października | Tokijska opowieść                             | Japonia           | Yasujirô Ozu                  | Chishū Ryū, Chieko Higashiyama, Setsuko Hara                 |
| 29 października | Wampiry i świry                               | Stany Zjednoczone | Jason Friedberg Aaron Seltzer | Jenn Proske, Matt Lanter, Diedrich Bader, Chris Riggi        |

#### listopad
| Data         | Tytuł filmu                              | Kraj              | Reżyseria                       | Obsada                                                              |
| ------------ | ---------------------------------------- | ----------------- | ------------------------------- | ------------------------------------------------------------------- |
| 5 listopada  | Amadeusz                                 | Stany Zjednoczone | Miloš Forman                    | F. Murray Abraham, Tom Hulce, Elizabeth Berridge, Simon Callow      |
| 5 listopada  | Amerykanin                               | Stany Zjednoczone | Anton Corbijn                   | George Clooney, Irina Björklund, Violante Placido, Thekla Reuten    |
| 5 listopada  | Cyrus                                    | Stany Zjednoczone | Jay Duplass Mark Duplass        | John C. Reilly, Jonah Hill, Marisa Tomei, Catherine Keener          |
| 5 listopada  | Hej, skarbie                             | Stany Zjednoczone | Lee Daniels                     | Gabourey Sidibe, Mo’Nique, Paula Patton, Mariah Carey               |
| 5 listopada  | Zakochany wilczek                        | /                 | Anthony Bell Ben Gluck          | Dubbing: Waldemar Barwiński, Milena Suszyńska, Joanna Pach          |
| 5 listopada  | Zanim odejdą wody                        | Stany Zjednoczone | Todd Phillips                   | Robert Downey Jr., Zach Galifianakis, Michelle Monaghan, Jamie Foxx |
| 10 listopada | Mysi agenci                              | /                 | Andrés G. Schaer                | Alejandro Awada, Mara Campanelli, Miguel Dedovich                   |
| 10 listopada | Niepowstrzymany                          | Stany Zjednoczone | Tony Scott                      | Denzel Washington, Chris Pine, Rosario Dawson, Ethan Suplee         |
| 12 listopada | Chloe                                    | /                 | Atom Egoyan                     | Julianne Moore, Liam Neeson, Amanda Seyfried, Max Thieriot          |
| 12 listopada | Ostatni egzorcyzm                        | /                 | Daniel Stamm                    | Patrick Fabian, Ashley Bell, Iris Bahr, Louis Herthum               |
| 12 listopada | Paraiso Travel                           | /                 | Simon Brand                     | Angelica Blandon, Pedro Capo, Raúl Castillo, Aldemar Correa         |
| 12 listopada | Policja zastępcza                        | Stany Zjednoczone | Adam McKay                      | Will Ferrell, Mark Wahlberg, Eva Mendes, Samuel L. Jackson          |
| 12 listopada | Wyjście przez sklep z pamiątkami         | /                 | Banksy                          | Narrator: Rhys Ifans                                                |
| 19 listopada | Dla niej wszystko                        | Stany Zjednoczone | Paul Haggis                     | Russell Crowe, Elizabeth Banks, Liam Neeson, Brian Dennehy          |
| 19 listopada | Harry Potter i Insygnia Śmierci. Część I | /                 | David Yates                     | Daniel Radcliffe, Emma Watson, Rupert Grint, Ralph Fiennes          |
| 19 listopada | Kobiety bez mężczyzn                     | /                 | Shirin Neshat Shoja Azari       | Shabnam Toloui, Pegah Ferydoni, Arita Shahrzad, Orsolya Tóth        |
| 19 listopada | Podaj mi dłoń                            | /                 | Pascal-Alex Vincent             | Alexandre Carril, Victor Carril, Anaïs Demoustier, Samir Harrag     |
| 19 listopada | Wygrać miłość                            | Stany Zjednoczone | Sanaa Hamri                     | Queen Latifah, Common, Paula Patton, James Pickens Jr.              |
| 26 listopada | Iluzjonista                              | /                 | Sylvain Chomet                  | Jean-Claude Donda, Edith Rankin                                     |
| 26 listopada | Łatwa dziewczyna                         | Stany Zjednoczone | Will Gluck                      | Emma Stone, Penn Badgley, Amanda Bynes, Dan Byrd                    |
| 26 listopada | Maczeta                                  | Stany Zjednoczone | Ethan Maniquis Robert Rodriguez | Danny Trejo, Robert De Niro, Jessica Alba, Michelle Rodriguez       |
| 26 listopada | Mia i Migusie                            | /                 | Jacques-Rémy Girerd             | Dany Boon, Garance Lagraa, Charlie Girerd, Yolande Moreau           |
| 26 listopada | Miód                                     | /                 | Semih Kaplanoğlu                | Bora Altas, Erdal Besikçioglu, Tülin Özen, Ayse Altay               |
| 26 listopada | Od początku do końca                     | Brazylia          | Aluisio Abranches               | Júlia Lemmertz, Fábio Assunção, Jean Pierre Noher, Louise Cardoso   |
| 26 listopada | Pogrzebany                               | /                 | Rodrigo Cortés                  | Ryan Reynolds, Samantha Mathis, Stephen Tobolowsky                  |
| 26 listopada | Święty Mikołaj                           | Finlandia         | Juha Wuolijoki                  | Hannu-Pekka Björkman, Otto Gustavsson, Jonas Rinne                  |
| 26 listopada | W drodze do domu                         | /                 | Bent Hamer                      | Nina Andresen Borud, Trond Fausa Aurvaag, Arianit Berisha           |
| 26 listopada | Zaplątani                                | Stany Zjednoczone | Nathan Greno Byron Howard       | Dubbing: Julia Kamińska, Maciej Stuhr, Danuta Stenka, Jacek Czyż    |

#### grudzień
| Data       | Tytuł filmu                                    | Kraj              | Reżyseria         | Obsada                                                                |
| ---------- | ---------------------------------------------- | ----------------- | ----------------- | --------------------------------------------------------------------- |
| 3 grudnia  | Artur i Minimki 3. Dwa światy                  | Francja           | Luc Besson        | Selena Gomez, Freddie Highmore, Mia Farrow, Jimmy Fallon              |
| 3 grudnia  | Jackass 3D                                     | Stany Zjednoczone | Jeff Tremaine     | Johnny Knoxville, Bam Margera, Ryan Dunn, Steve-O                     |
| 3 grudnia  | Kot jaki jest, każdy widzi                     | Francja           | Sophie Fillières  | Chiara Mastroianni, Agathe Bonitzer, Malik Zidi, Mateo Julio Cedron   |
| 3 grudnia  | Muzyka                                         | /                 | Juraj Nvota       | Jan Budar, Vladimír Hajdu, Csongor Kassai, Lubo Kostelný              |
| 3 grudnia  | Och, życie                                     | Stany Zjednoczone | Greg Berlanti     | Katherine Heigl, Josh Duhamel, Josh Lucas, Alexis Clagett             |
| 3 grudnia  | Śniadanie ze Scotem                            | Kanada            | Laurie Lynd       | Tom Cavanagh, Ben Shenkman, Noah Bernett, Benz Antoine                |
| 10 grudnia | Anioł nad morzem                               | /                 | Frédéric Dumont   | Martin Nissen, Anne Consigny, Olivier Gourmet, Julien Frison          |
| 10 grudnia | Bella                                          | /                 | A.G. Monteverde   | Eduardo Verástegui, Tammy Blanchard, Manny Perez, Ali Landry          |
| 10 grudnia | Dziennik cwaniaczka                            | Stany Zjednoczone | Thor Freudenthal  | Zachary Gordon, Robert Capron, Rachael Harris, Steve Zahn             |
| 10 grudnia | Królestwo zwierząt                             | Australia         | David Michôd      | Ben Mendelsohn, Joel Edgerton, Guy Pearce, Luke Ford                  |
| 10 grudnia | Piąty wymiar                                   | /                 | Christopher Smith | Melissa George, Joshua McIvor, Jack Taylor, Michael Dorman            |
| 10 grudnia | Schronienie                                    | Francja           | François Ozon     | Isabelle Carré, Louis-Ronan Choisy, Pierre Louis-Calixte              |
| 17 grudnia | Chanel i Strawiński                            | /                 | Jan Kounen        | Anna Mouglalis, Mads Mikkelsen, Yelena Morozova, Natacha Lindinger    |
| 17 grudnia | John Lennon. Chłopak znikąd                    | /                 | Sam Taylor-Wood   | Aaron Johnson, Kristin Scott Thomas, David Threlfall, Anne-Marie Duff |
| 17 grudnia | Małe grzeszki                                  | /                 | Christos Georgiou | Aris Servetalis, Vicky Papadopoulou, Evangelia Adreadaki              |
| 17 grudnia | Ramona i Beezus                                | Stany Zjednoczone | Elizabeth Allen   | Joey King, Selena Gomez, John Corbett, Bridget Moynahan               |
| 17 grudnia | Uprowadzona Alice Creed                        | Wielka Brytania   | J. Blakeson       | Martin Compston, Eddie Marsan, Gemma Arterton                         |
| 24 grudnia | Mr. Nobody                                     | /                 | Jaco Van Dormael  | Jared Leto, Sarah Polley, Diane Kruger, Linh Dan Pham                 |
| 25 grudnia | Centurion                                      | Wielka Brytania   | Neil Marshall     | Michael Fassbender, Andreas Wisniewski, Dave Legeno                   |
| 25 grudnia | Opowieści z Narnii: Podróż „Wędrowca do Świtu” | Stany Zjednoczone | Michael Apted     | Georgie Henley, Skandar Keynes, Ben Barnes, Will Poulter              |
| 25 grudnia | Poznaj naszą rodzinkę                          | Stany Zjednoczone | Paul Weitz        | Robert De Niro, Ben Stiller, Owen Wilson, Dustin Hoffman              |
| 31 grudnia | Niebo, piekło... ziemia                        | Słowacja          | Laura Siváková    | Dagmar Bláhová, Dagmar Edwards, Zuzana Kanóczová                      |
| 31 grudnia | Tron: Dziedzictwo                              | Stany Zjednoczone | Joseph Kosinski   | Jeff Bridges, Garrett Hedlund, Olivia Wilde, Bruce Boxleitner         |

## Urodzili się
- 20 stycznia – Indica Watson, brytyjska aktorka dziecięca

## Zmarli
| - styczeń - 4 stycznia – Donal Donnelly, aktor - 4 stycznia – Ryszard Francman, kaskader - 8 stycznia – Stanisław Szwarc-Bronikowski, reżyser - 8 stycznia – Aleksiej Połujan, aktor - 10 stycznia – Art Clockey, animator - 10 stycznia – Marian Terlecki, reżyser / producent - 11 stycznia – Éric Rohmer, reżyser / scenarzysta - 13 stycznia – Petra Schürmann, aktorka - 14 stycznia – Marika Rivera, aktorka - 16 stycznia – Andrzej Traczykowski, kierownik produkcji - 17 stycznia – Erich Segal, scenarzysta - 22 stycznia – James Mitchell, aktor - 22 stycznia – Jean Simmons, aktorka - 24 stycznia – Pernell Roberts, aktor - 26 stycznia – Anne Froelick, scenarzystka - 26 stycznia – Götz Kauffmann, aktor - 27 stycznia – Stanisław Michalik, aktor - 28 stycznia – Zelda Rubinstein, aktorka - 31 stycznia – Giulio Petroni, reżyser - 31 stycznia – Pierre Vaneck, aktor - luty - 1 lutego – David Brown, aktor / producent - 1 lutego – Justin Mentell, aktor - 3 lutego – Frances Reid, aktorka - 3 lutego – John McCallum, aktor / producent - 5 lutego – Ian Carmichael, aktor - 14 lutego – Jerzy Turek, aktor - 15 lutego – Gareth Wigan, producent - 17 lutego – Kathryn Grayson, aktorka - 17 lutego – Witold Skaruch, aktor - 19 lutego – Lionel Jeffries, aktor / scenarzysta - 25 lutego – Derek Vanlint, operator filmowy - 28 lutego – Bohdan Ejmont, aktor - marzec - 4 marca – Nan Martin, aktorka - 4 marca – Władimir Czebotariow, reżyser / scenarzysta - 5 marca – Dorothea Meißner, aktorka - 5 marca – Charles B. Pierce, reżyser / scenarzysta - 5 marca – Richard Wyler, aktor - 7 marca – Jerzy Moniak, kierownik produkcji - 10 marca – Corey Haim, aktor - 10 marca – Dorothy Janis, aktorka - 10 marca – Madeleine Marion, aktorka - 11 marca – Paul Dunlap, kompozytor - 11 marca – Merlin Olsen, aktor - 14 marca – Peter Graves, aktor - 18 marca – Fess Parker, aktor - 23 marca – Lauretta Masiero, aktorka - 24 marca – Robert Culp, aktor - 28 marca – Agim Qirjaqi, aktor - 28 marca – June Havoc, aktorka - 30 marca – Krzysztof Teodor Toeplitz, scenarzysta - kwiecień - 1 kwietnia – John Forsythe, aktor - 5 kwietnia – Gisela Trowe, aktorka - 6 kwietnia – Eddie Carroll, aktor głosowy - 6 kwietnia – Corin Redgrave, aktor - 7 kwietnia – Christopher Cazenove, aktor - 10 kwietnia – Dixie Carter, aktorka - 10 kwietnia – Meinhardt Raabe, aktor - 10 kwietnia – Janusz Zakrzeński, aktor - 19 kwietnia – Dede Allen, montażystka - 20 kwietnia – Piotr Dejmek, aktor / producent - 24 kwietnia – Wojciech Siemion, aktor - 25 kwietnia – Dorothy Provine, aktorka - 28 kwietnia – Furio Scarpelli, scenarzysta - 28 kwietnia – Stefania Grodzieńska, aktorka / pisarka - maj - 1 maja – Helen Wagner, aktorka - 2 maja – Lynn Redgrave, aktorka - 3 maja – Martin Benson, aktor - 3 maja – Krzysztof Misiurkiewicz, aktor - 4 maja – Brita Borg, aktorka - 4 maja – William Lubtchansky, operator - 5 maja – Jadwiga Jarmuł, aktorka - 7 maja – Babz Chula, aktorka - 7 maja – Adele Mara, aktorka - 8 maja – Pit Fischer, scenografia - 8 maja – Peer Schmidt, aktor - 9 maja – Lena Horne, aktorka / piosenkarka - 10 maja – Don Guest, producent filmowy - 10 maja – Mac Mohan, aktor - 11 maja – Maciej Kozłowski, aktor - 11 maja – Massimo Sarchielli, reżyser - 11 maja – Doris Eaton Travis, aktorka - 12 maja – Antonio Ozores, aktor / reżyser - 12 maja – Jerzy Adamczak, aktor - 16 maja – Zofia Wilczyńska, aktorka - 16 maja – Ronnie James Dio, aktor / kompozytor - 23 maja – Simon Monjack, scenarzysta - 26 maja – Jean Constantin, aktor - 26 maja – Art Linkletter, aktor - 26 maja – Pat Stevens, aktorka - 28 maja – Gary Coleman, aktor - 29 maja – Dennis Hopper, aktor / reżyser - 30 maja – Pat Evison, aktorka - 31 maja – William A. Fraker, operator filmowy - czerwiec - 2 czerwca – Peter Keefe, producent - 3 czerwca – Rue McClanahan, aktorka - 6 czerwca – Esma Agolli, aktorka - 6 czerwca – Zygmunt Molik, aktor - 7 czerwca – Steven Reuther, producent - 7 czerwca – Krzysztof Wismont, operator dźwięku - 12 czerwca – Jerzy Stefan Stawiński, scenarzysta / reżyser - 13 czerwca – Paweł Rakowski, producent - 15 czerwca – Bekim Fehmiu, aktor - 16 czerwca – Janusz Rosół, operator dźwięku - 17 czerwca – Elżbieta Czyżewska, aktorka - 18 czerwca – Halina Gryglaszewska, aktorka / reżyserka - 19 czerwca – Ronald Neame, reżyser - 27 czerwca – Perika Gjezi, aktor / reżyser - 28 czerwca – Zygmunt Król, kierownik produkcji - 30 czerwca – Elliott Kastner, producent | - lipiec - 1 lipca – Ilene Woods, aktorka / piosenkarka - 6 lipca – Maria Homerska, aktorka - 9 lipca – Vonetta McGee, aktorka - 10 lipca – Robert Spillane, aktor - 13 lipca – Gilly Coman, aktorka - 15 lipca – Jacek Moczydłowski, kierownik produkcji - 16 lipca – James Gammon, aktor - 17 lipca – Bernard Giraudeau, aktor / reżyser - 18 lipca – Larry Keith, aktor - 19 lipca – Cecile Aubry, aktorka - 20 lipca – Carl Gordon, aktor - 21 lipca – Marta Szmigielska, aktorka - 26 lipca – Jan Adamski, aktor - 27 lipca – Maury Chaykin, aktor - 28 lipca – Ryszard Barycz, aktor - 31 lipca – Suso Cecchi D’Amico, scenarzystka - 31 lipca – Tom Mankiewicz, scenarzysta / reżyser - sierpień - 1 sierpnia – Robert F. Boyle, scenograf - 5 sierpnia – Anna Kowarska, dekorator wnętrz - 7 sierpnia – Bruno Cremer, aktor - 8 sierpnia – Patricia Neal, aktorka - 9 sierpnia – Tab Baker, aktor - 10 sierpnia – David L. Wolper, producent - 10 sierpnia – Dana Dawson, aktorka - 11 sierpnia – Bruno Schleinstein, aktor - 11 sierpnia – Wiesław Paraszczak, rekwizytor - 12 sierpnia – Paul Ryan Rudd, aktor - 14 sierpnia – Abbey Lincoln, aktorka - 29 sierpnia – Alain Corneau, reżyser - wrzesień - 1 września – Cammie King, aktorka dziecięca - 3 września – David Dortort, producent - 3 września – Robert Schimmel, aktor - 4 września – Janusz Kidawa, reżyser - 7 września – Clive Donner, reżyser - 7 września – Glenn Shadix, aktor - 11 września – Harold Gould, aktor - 11 września – Kevin McCarthy, aktor - 12 września – Claude Chabrol, reżyser - 14 września – Maria Probosz, aktorka - 19 września – Irving Ravetch, scenarzysta / producent - 24 września – Jan Hencz, aktor - 25 września – Irena Choryńska, montażystka - 26 września – Wiesława Czapińska, dziennikarka filmowa - 26 września – Gloria Stuart, aktorka - 28 września – Sally Menke, montażystka - 28 września – Arthur Penn, reżyser - 29 września – Tony Curtis, aktor - 29 września – Joe Mantell, aktor - 30 września – Stephen J. Cannell, producent - październik - 2 października – William W. Norton, scenarzysta - 4 października – Norman Wisdom, aktor / komik - 5 października – Roy Ward Baker, reżyser - 7 października – Sławomir Lewandowski, aktor - 8 października – Mieczysław Janik, operator dźwięku - 12 października – Mirosława Dubrawska, aktorka - 14 października – Simon MacCorkindale, aktor - 15 października – Johnny Sheffield, aktor - 16 października – Giannis Dalianidis, reżyser - 16 października – Barbara Billingsley, aktorka - 19 października – Tom Bosley, aktor - 25 października – Lisa Blount, aktorka - 25 października – Andrzej Konic, reżyser - 28 października – James MacArthur, aktor - 28 października – Stanisław Lenartowicz, reżyser - 29 października – George Hickenlooper, reżyser / producent - 29 października – Takeshi Shudō, scenarzysta - 30 października – Ryszard Czekała, reżyser - 31 października – Roman Metzler, aktor - 31 października – George Hickenlooper, reżyser - listopad - 1 listopada – Denise Borino-Quinn, aktorka - 4 listopada – Michelle Nicastro, aktorka - 4 listopada – Shannon Tavarez, aktorka dziecięca - 5 listopada – Jill Clayburgh, aktorka - 11 listopada – Dino De Laurentiis, producent - 13 listopada – Luis García Berlanga, reżyser - 15 listopada – Moira Hoey, aktorka - 19 listopada – William Self, producent - 19 listopada – Piotr Hertel, kompozytor - 20 listopada – Heinz Weiss, aktor - 23 listopada – Ingrid Pitt, aktorka - 24 listopada – Barbara Klimkiewicz, aktorka - 26 listopada – Palle Huld, aktor - 27 listopada – Irvin Kershner, reżyser - 28 listopada – Giorgos Fountas, aktor - 28 listopada – Leslie Nielsen, aktor / komik - 29 listopada – Mario Monicelli, reżyser / scenarzysta - 30 listopada – Gabriela Kownacka, aktorka - 30 listopada – Mirosław Olszówka, aktor / reżyser - grudzień - 4 grudnia – Adam Iwiński, II reżyser - 11 grudnia – Urszula Modrzyńska, aktorka - 15 grudnia – Blake Edwards, reżyser / scenarzysta - 15 grudnia – Jean Rollin, aktor / reżyser - 20 grudnia – Steve Landesberg, aktor - 25 grudnia – Bud Greenspan, reżyser - 27 grudnia – Grant McCune, specjalista od efektów specjalnych - 29 grudnia – Bill Erwin, aktor - 31 grudnia – Per Oscarsson, aktor |